# Hermandad Penitencial de Nuestro Padre Jesús atado a la Columna
La Hermandad del Penitencial de Nuestro Padre Jesús atado a la Columna es una de las 20 cofradías que existen, en la actualidad, en la Semana Santa de Valladolid.

## Historia

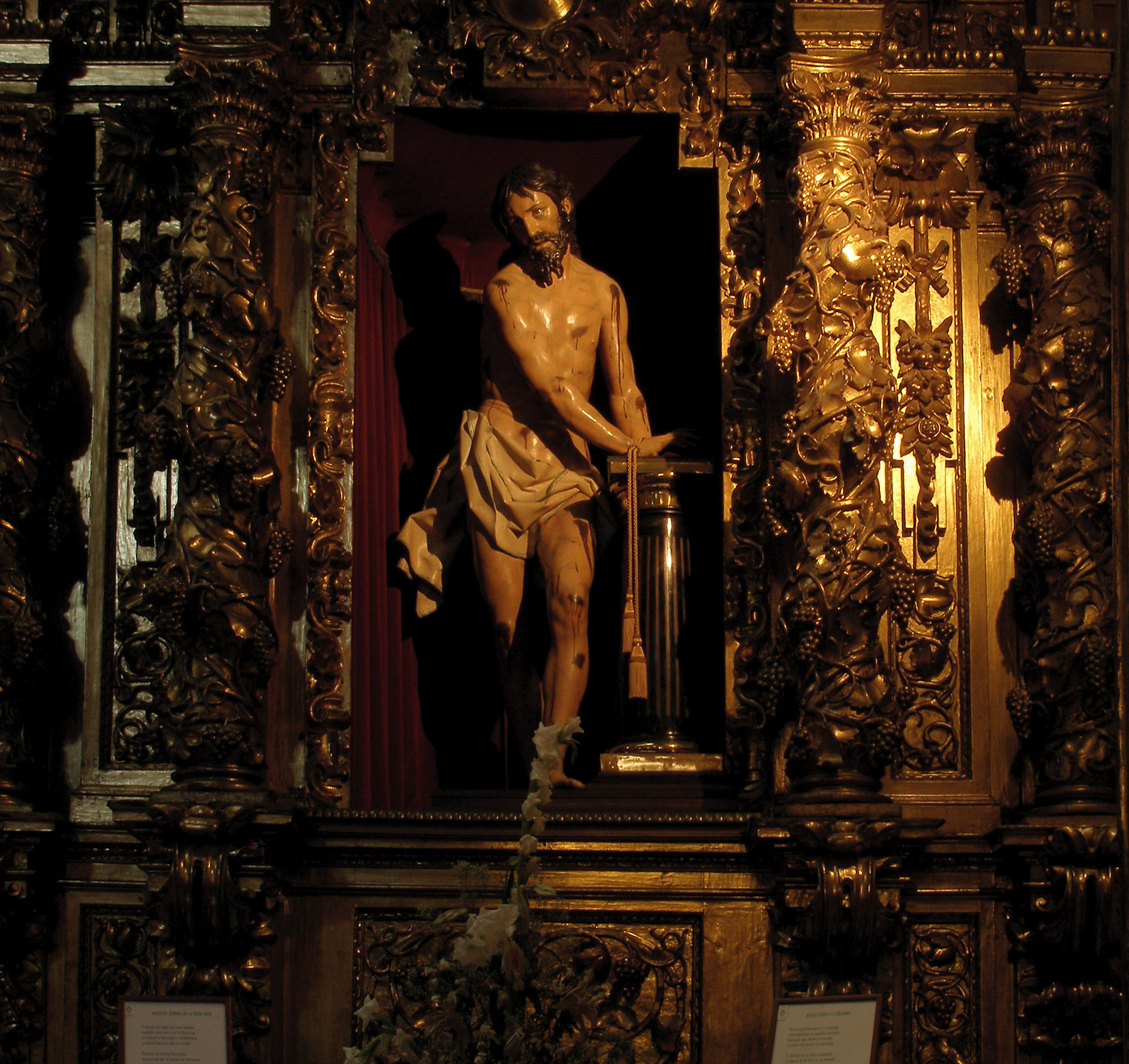
El Señor Atado a la Columna (Gregorio Fernández, 1619), imagen titular de la Cofradía, en su retablo de la Iglesia de la Santa Vera Cruz.

Esta Hermandad es el resultado de la decisión del Arzobispo vallisoletano Remigio Gandásegui, quien en 1930, siendo conocedor del llamamiento y del interés devocional de los
integrantes de las Congregaciones Marianas de San Estanislao de Kostka y de San Luis Gonzaga, de la Compañía de Jesús, les encomendó el acompañamiento en la Procesión General de Viernes Santo de los pasos de Jesús Atado a la Columna, propiedad de la Cofradía de la Santa Vera Cruz y El azotamiento del Señor y Camino del calvario, pertenecientes al Museo Nacional de Escultura. Los dos primeros se han seguido procesionando hasta hoy. El tercero, por razones devocionales, pasó a ser alumbrado por la Cofradía del Santísimo Cristo Despojado.
Comenzaron a salir en procesión el mismo año 1930 como Sección Penitencial de las Congregaciones Marianas de Nuestro Padre Jesús Atado a la Columna y bajo la dirección espiritual del Padre Arregui. No precisaron de aprobación eclesiástica, al estar integrada dicha sección en la Congregación Mariana, vistiendo de paisano y luciendo los signos y emblemas de la misma. En 1941, con la aprobación de estatutos propios, adquirió su denominación, emblemas y hábito actual.
Por no disponer al principio de medios económicos suficientes los pasos eran procesionados en andas cedidas por la Cofradía de la Santa Vera Cruz, pero al crecer el número de congregantes se adquirieron sendas carrozas a principios de los años cincuenta, una de las cuales, la de Jesús atado a la columna, lleva en su entorno unas valiosísimas labras de plata estrenadas en 1952.
En 1951 comienza a desfilar con su imagen titular en la Procesión del Santísimo Rosario del Dolor en la tarde del Lunes Santo. En 1965 se añade la que hasta hoy es su procesión titular, la de la Peregrinación de la Promesa, en la noche del Martes Santo. En los años setenta y hasta 1992 participó con otras cofradías en la Procesión de Nuestra Señora de la Amargura con el paso del Azotamiento.
A principios de los años ochenta, la Hermandad estuvo a punto de desaparecer. Tras el Concilio Vaticano II, la figura de las congregaciones fue desapareciendo paulatinamente y en 1979 los jesuitas se desvincularon de la dirección espiritual. Tras permanecer unos meses en la Iglesia de las Angustias, encontró acomodo en la  Real Iglesia de San Miguel y San Julián. En 1982 se aprobaron unos nuevos estatutos adecuados a la nueva situación. En 1999 estableció su sede en la Iglesia del Convento de Santa Isabel de Hungría, tras lo cual se aprobaron los vigentes estatutos en 2001.
En 2004 encarga un tercer paso al imaginero José Antonio Hernández Navarro: Preparativos para la flagelación, formado por el Cristo de la Humildad.
En 2015 la Hermandad vuelve a sus orígenes históricos retomando los cultos en la Capilla de la Congregación Mariana, actualmente adscrita al Centro Diocesano de Espiritualidad, si bien mantiene su sede canónica en el Convento de Santa Isabel. En la Capilla se alberga actualmente el Cristo de la Humildad y es allí donde se realiza el triduo a la imagen y el pregón de la cofradía. Los cultos a Nuestro Padre Jesús Atado a la Columna se mantienen en la Iglesia de la Vera Cruz, lugar en el que se han realizado ininterrumpidamente desde 1930, por hallarse allí la imagen.

## Imágenes

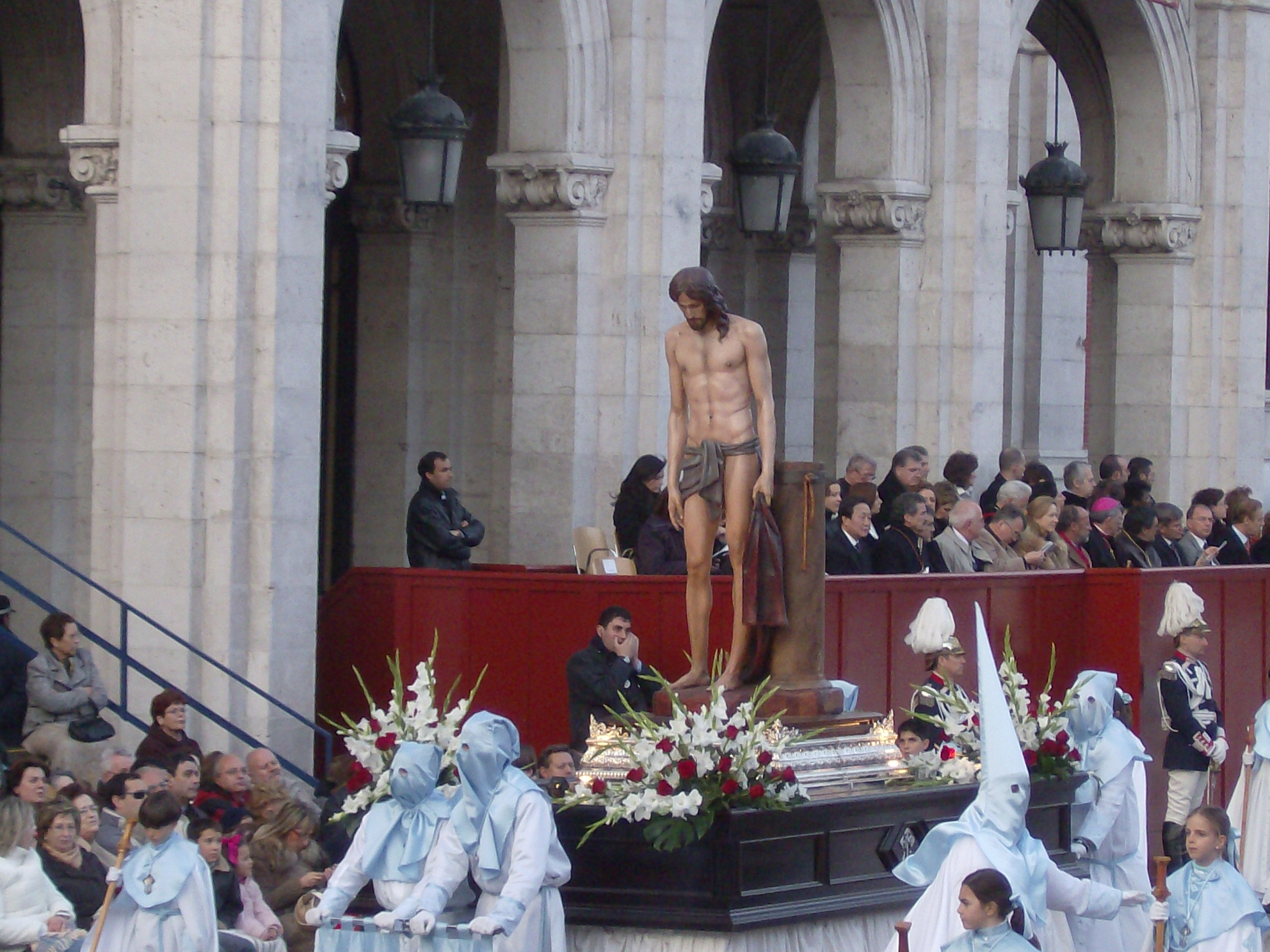
Preparativos para la flagelación en la Procesión General de Viernes Santo.

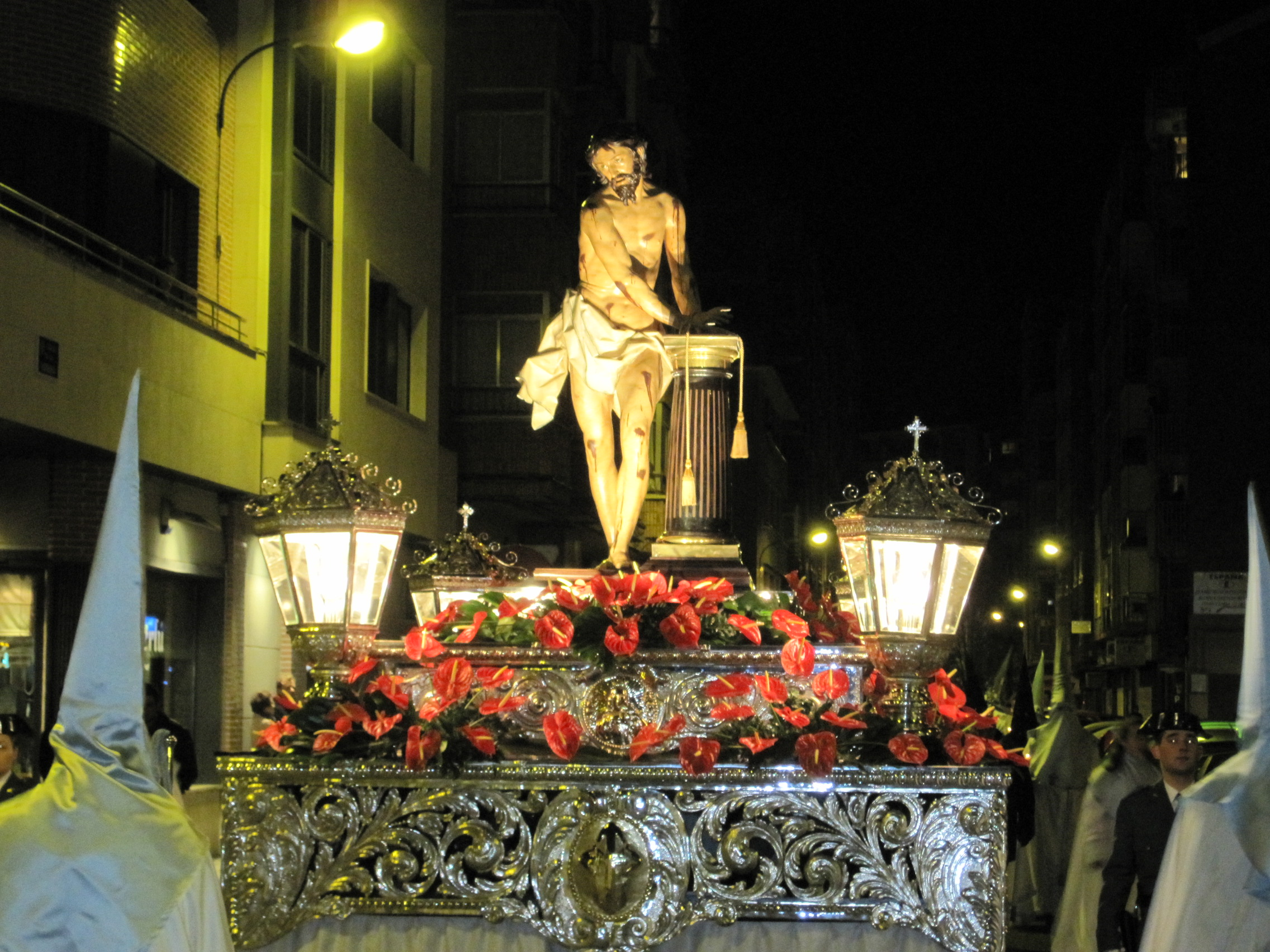
El Señor atado a la columna en la Procesión de la Peregrinación de la Promesa.

#### Preparativos para la flagelación
Es obra de José Antonio Hernández Navarro realizada en 2004. Se le da culto en la Iglesia de las Esclavas del Sagrado Corazón.

#### El Azotamiento del Señor
También llamado La Flagelación del Señor, es obra de la Escuela Castellana de mediados del siglo XVII, habiéndose propuesto nombres como Antonio de Ribera o Francisco Díaz de Tudanca. Sólo se conoce con certeza la autoría del sayón azotador de la izquierda, original de Gregorio Fernández, a quien también se le ha atribuido el sayón que tira de la cuerda, popularmente conocido como el chato, si bien sobre este último no hay documentación que lo avale. Se ha propuesto como fecha de su terminación 1650, por constar que en aquel año fue policromada la imagen de Cristo por Pedro Antecha.
Este conjunto fue encargado por la Cofradía de la Pasión, como resulta de unas instrucciones de 1661, donde se cita que la imagen central se veneraba en la iglesia de la Pasión y que era la cofradía del mismo nombre quien armaba el paso. Desde 1930 se encuentra cedido a perpetuidad a la Hermandad Penitencial de Nuestro Padre Jesús Atado a la Columna, que se encarga de procesionarlo, si bien durante el año la imagen de Cristo se alberga en la sede de la Cofradía de la Pasión y el resto de figuras en el Museo Nacional de Escultura.
La disposición actual de las figuras obedece a Juan Agapito y Revilla cuando inventarió las figuras del Museo en 1921-22, por lo que hay autores que creen que algunas de ellas no pertenecieron originalmente al paso encargado por la Cofradía de la Pasión, sino al de la Flagelación encargado a Gregorio Fernández por la Cofradía de la Santa Vera Cruz, cuya imagen central sería El Señor Atado a la Columna, congruente con el hecho de que, al menos una talla de este conjunto se deba a la gubia de Fernández.

#### El Señor Atado a la Columna
Es la talla central de un conjunto escultórico realizado por Gregorio Fernández entre 1619 y 1623 para la Cofradía de la Santa Vera Cruz, en cuya iglesia se alberga. Algunas imágenes secundarias se conservan en el Museo Nacional de Escultura. Fue cedido a perpetuidad a la Hermandad Penitencial de Nuestro Padre Jesús Atado a la Columna en 1930, quien se encarga de procesionarlo y rendirle culto, saliendo la imagen en solitario. Desde 1952 procesiona en su característica carroza con labras de plata.
Una de las obras señeras de Fernández, su datación se debe a que consta en 1623 un compromiso de la Cofradía de la Vera Cruz con el autor para un paso del Azotamiento con siete figuras. Su policromía estuvo muchos años oscurecida debido al incendio del templo en 1806, hasta que en los años ochenta del siglo XX recuperó la original. La leyenda dice que la imagen terminada le preguntó al autor: ¿Dónde me miraste que tan bien me retrataste?, a lo que respondió: Señor, en mi corazón. Se cree que la imagen de las Carmelitas Descalzas de Ávila es copia de ésta.

## Salidas procesionales

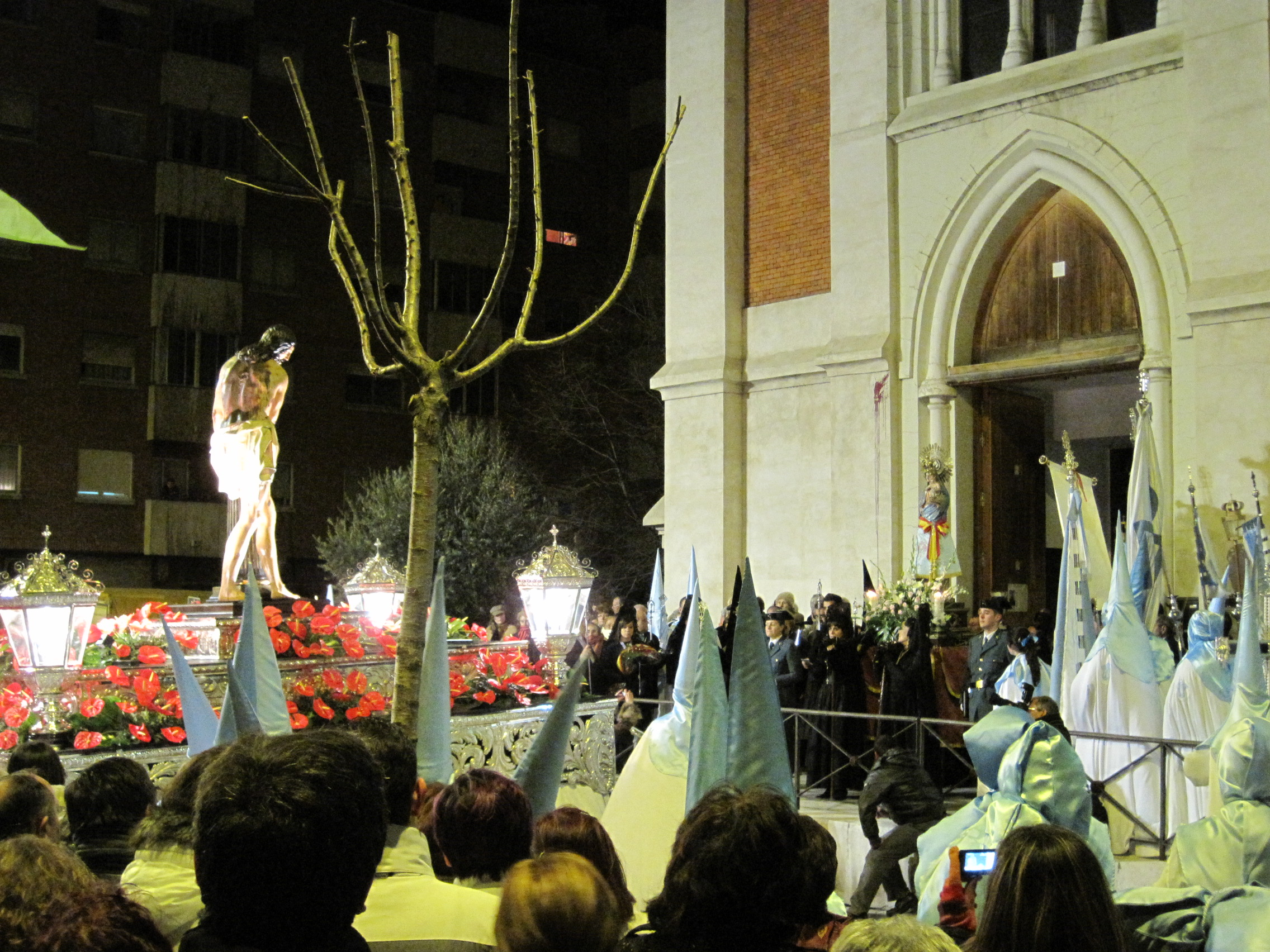
Acto de la renovación de la promesa, cuando se celebrara en la Iglesia de Nuestra Señora del Pilar (2010).

#### Procesión del Santísimo Rosario del Dolor
Esta procesión, creada en 1951 y que tiene lugar el Lunes Santo a las 20 horas, pretende representar los cinco misterios dolorosos y el dolor de la virgen, participando seis cofradías que efectúan un rezo del rosario. La hermandad se ocupa del segundo misterio, la flagelación, con su imagen titular. El acompañamiento musical en los últimos años ha corrido a cargo de la Banda de Nuestra Señora de la Esperanza.

#### Procesión de la Peregrinación de la Promesa
El Martes Santo a las 22:30, la hermandad realiza su procesión titular. En silencio, sólo roto por una campana portada a hombros que marca el ritmo de la procesión, los cofrades acompañan a su imagen titular hasta la Basílica Nacional de la Gran Promesa, donde ante la imagen de Nuestra Señora del Pilar, se renueva la promesa de guardar silencio en los desfiles procesionales.
La idea de una procesión propia de silencio surgió en 1965, cuando se proyectó acudir con el Señor Atado a la Columna a la Iglesia de San Lorenzo, donde se custodia a la Patrona de Valladolid. Finalmente se optó por la Iglesia de Nuestra Señora del Pilar, en aquel entonces un templo encomendado a la Compañía de Jesús en uno de los barrios más humildes de la ciudad y que no obtendría la categoría de parroquia hasta 1968. Precisamente, gracias a su primer párroco, el jesuita Buenaventura Alonso Gómez, la iglesia adquirió un importante dinamismo y activismo social en los últimos años del Franquismo y en la Transición, haciendo de esta procesión una de las más concurridas. En 2009, la parroquia dejó de estar encomendada a la Compañía de Jesús y pasó a estar dirigida por clero secular. La realidad social del barrio era muy distinta a la que existía en los orígenes de esta procesión, por lo que se abrió en la hermandad un debate sobre el sentido de seguir acudiendo a realizar la promesa de silencio a un templo tan alejado, que daba lugar a un recorrido muy largo. Las obras del soterramiento del ferrocarril que afectaron a la plaza de Rafael Cano, donde se encuentra la iglesia, fueron el último empujón para que, en 2018, la Junta General acordara realizar la promesa de silencio, a partir de 2019, en la Basílica Nacional de la Gran Promesa, en uno de cuyos altares se alberga una Virgen del Pilar copia de la de Zaragoza.

#### Procesión General de la Sagrada Pasión del Redentor
En la tarde de Viernes Santo, la hermandad alumbra sus tres pasos. El acompañamiento musical corresponde a la Banda de Nuestra Señora de la Esperanza en cabeza y la Banda de Música de Pedrajas de San Esteban detrás del paso titular.

## Actos previos a la Semana Santa y durante la misma

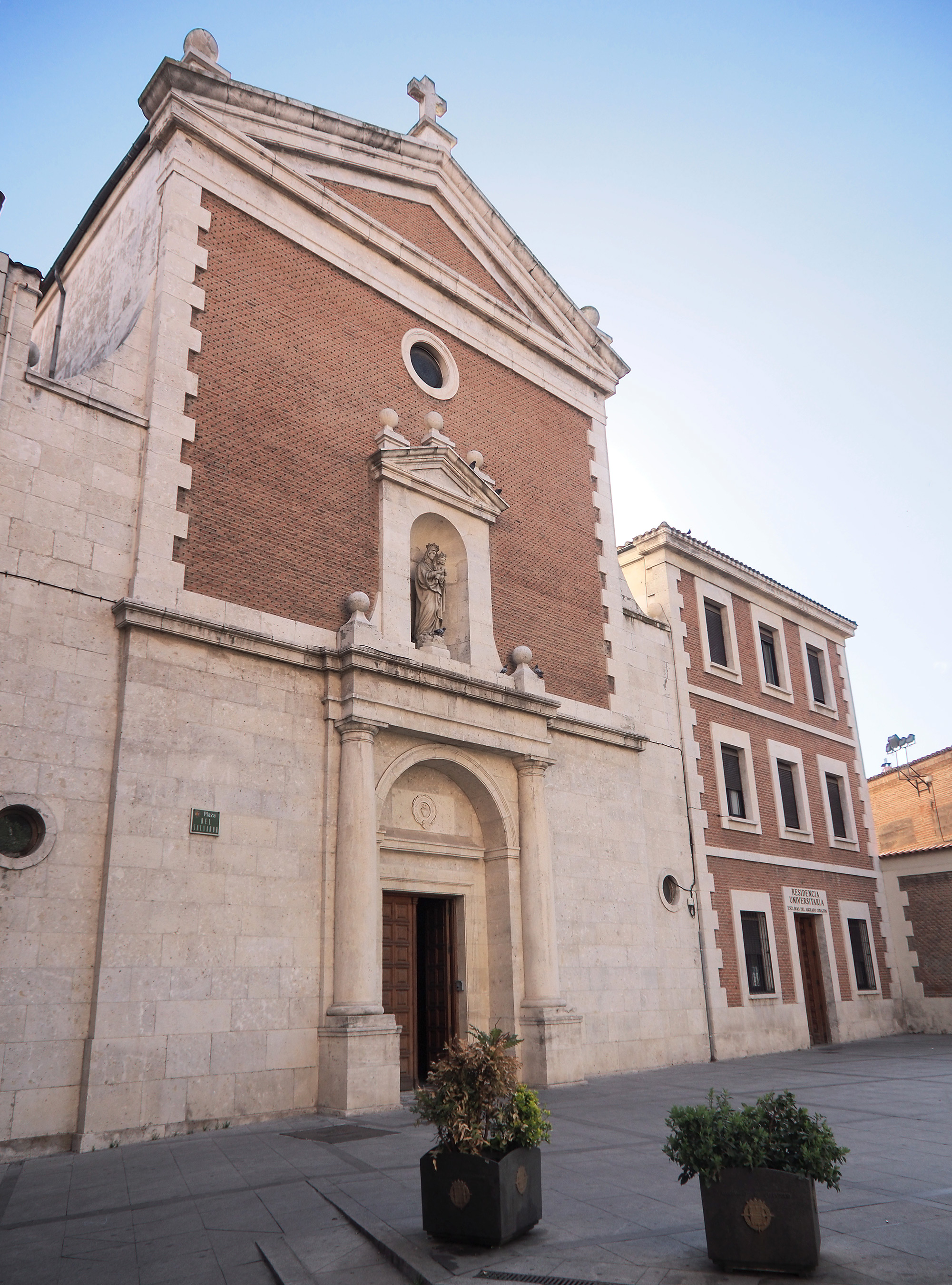
Iglesia de las Esclavas del Sagrado Corazón, sede de la hermandad.

Pregón cofrade. Se celebra en la Capilla de la Congregación Mariana. Inicialmente se llevaba a cabo el segundo domingo de Cuaresma, en 2016 se celebró en sábado y, desde 2017, tiene lugar el primer domingo de Cuaresma. El pregón está a cargo de alguna personalidad relevante en la Semana Santa o vinculada a la ciudad de Valladolid y a la Hermandad. En los últimos años han sido pregoneros:
- 2010. José Luis Frontela, Carmelita Descalzo.
- 2011. Luis Luna Moreno, exdirector del Museo Nacional de Escultura.
- 2012. Miguel Ángel Soria, pintor.
- 2013. Jesús Verdugo, Decano del Ilustre Colegio de Abogados de Valladolid.
- 2014. Leopoldo Adiego, florista.
- 2015. Rvdo. Manuel Fernández Narros, Delegado de Religiosidad Popular. Por enfermedad, su pregón fue leído por José Andrés Cabrerizo Manchado, Deán de la Catedral de Valladolid.
- 2016. Mons. Julio Alberto de Pablos, Rector de la Basílica Nacional de la Gran Promesa y Consiliario de la Hermandad.
- 2017. Juan Zapatero, Presidente de la Fundación Villalar.
- 2018. Javier Garicano Añíbarro, Decano del Ilustre Colegio de Abogados de Valladolid y hermano cofrade.
- 2019. Rvdo. Francisco Javier Boada González, Capellán castrense de la Academia Básica del Aire y hermano cofrade.
- 2020. Julia González Calleja, Intendente Jefe de la Policía Municipal de Valladolid.[5]
- 2021. Rvdo. Javier Carlos Gómez Gómez, Párroco de la real iglesia parroquial de San Miguel y San Julián.

Triduo al Santo Cristo de la Humildad. Tiene lugar en la Capilla de la Congregación Mariana durante el jueves, viernes y sábado de la segunda semana de Cuaresma. El último día tiene lugar el besapié a la imagen.
Triduo a Nuestro Padre Jesús Atado a la Columna. Tiene lugar en la Iglesia de la Vera Cruz el lunes, martes y miércoles de la cuarta semana de Cuaresma.
Acto de Oración con los enfermos. Tiene lugar en la tarde del Miércoles Santo en la iglesia del Convento de Santa Isabel de Hungría. El Cristo de la Humildad preside este acto, en el que los cofrades van ataviados con el hábito y portan una vela mientras se realizan una serie de meditaciones.
Santos Oficios y Turnos de Vela al Santísimo. Los primeros tienen lugar a las 17 horas el Jueves y Viernes Santo. Los segundos se inician el Jueves al finalizar los Oficios y concluyen a las 22 horas. El Viernes se inician a las nueve de la mañana, ininterrumpidamente hasta las cinco de la tarde, hora en que se inician los Oficios y, a su conclusión, la Cofradía se prepara para desfilar en la Procesión General.
Vigilia Pascual. Tiene lugar la noche del Sábado Santo.

## Actos fuera de la Semana Santa
En la iglesia del Convento de Santa Isabel de Hungría celebra el 21 de junio una misa en honor a San Luis Gonzaga, patrón de la hermandad y, en diciembre, la Solemne novena a la Inmaculada Concepción, copatrona, que culmina el día de su festividad, el 8 de diciembre, tras la Santa Misa, con una procesión por el claustro del convento.